# Sonic the Fighters
 (octobre 2019).
Si vous disposez d'ouvrages ou d'articles de référence ou si vous connaissez des sites web de qualité traitant du thème abordé ici, merci de compléter l'article en donnant les références utiles à sa vérifiabilité et en les liant à la section « Notes et références ».
Sonic the Fighters (Sonic Championship aux États-Unis) est un jeu vidéo de combat 3D développé par Sega AM2, sorti en 1996 sur bornes d'arcade (Model 2B CRX). Un portage HD est sorti en novembre 2012 sur Xbox 360 et Playstation 3.

## Introduction
Malgré ses nombreux échecs, le docteur Eggman est bien décidé à conquérir le monde, et pour ce faire il a construit un deuxième Death Egg. Pour contrecarrer une nouvelle fois les plans du diabolique docteur, Tails a construit une fusée, le Lunar Fox, pour aller dans l'espace et détruire ce nouvel engin de mort. Seul problème : il ne peut y avoir qu'une seule personne dans la fusée. Pour déterminer qui sera celui qui partira dans l'espace, Sonic & Tails ont organisé un tournoi de combat dans lequel chacun des participants doit posséder une émeraude du chaos, et à la fin de chaque combat, le perdant doit remettre son émeraude à son adversaire. De cette manière, le grand gagnant possédera les 8 émeraudes du Chaos (au lieu de sept, dans les autres jeux Sonic) qui sont nécessaires à faire décoller la fusée et pourra battre Eggman une bonne fois pour toutes...

## Système de jeu
Sonic the Fighters utilise la combinaison simple des 3 boutons (poing, pied et garde), de ce fait il est relativement rapide à prendre en main. De plus chacun des 8 personnages possède des capacités spéciales utilisées lorsque le joueur fait la bonne combinaison avec les boutons qui lui sont proposés.

## Personnages
Parmi la liste des combattants :
- Sonic the Hedgehog
- Miles "Tails" Prower
- Knuckles the Echidna
- Fang the Sniper
- Amy Rose
- Espio the Chameleon
- Bark the Polar Bear
- Bean the Dynamite
- Metal Sonic (jouable dans le portage HD uniquement)
- Eggman (dans le robot qu'il utilise lors du combat final, jouable dans le portage HD uniquement)
- Honey the Cat (une version chat du personnage humain homonyme du jeu Fighting Vipers, jouable dans le portage HD uniquement)

Il existe aussi des personnages non jouables, accessibles en piratant le jeu :
- RoboEgg, un robot d'Eggman visible dans la cinématique d'introduction
- Mecha Sonic Model No.29 (Rocket Metal), un robot ressemblant à Metal Sonic pouvant se transformer en fusée, visible dans la cinématique d'introduction
- Eggman (sans son robot)
- Big Eggman, une version plus grande du personnage
- UFO Eggman, pilotant l'ovni qu'il utilise pour dupliquer un personnage pour qu'il affronte son sosie